# Lac Le Royer
Pour les articles homonymes, voir Le Royer.
Le lac Le Royer constitue un plan d'eau douce intégré à un ensemble de lacs désigné « Lacs Obatogamau », du territoire de Eeyou Istchee Baie-James (municipalité), dans la région administrative du Nord-du-Québec, dans la province de Québec, au Canada. Ce lac s’étend dans les cantons de Fancamp et de La Dauversière.
La foresterie constitue la principale activité économique du secteur. Les activités récréotouristiques arrivent en second.
Le bassin versant des lac Le Royer est accessible par un embranchement d’une route forestière se reliant au Nord à la route 113 (reliant Lebel-sur-Quévillon et Chibougamau) et le chemin de fer du Canadien National.
La surface du lac Le Royer est habituellement gelée du début novembre à la mi-mai, toutefois la circulation sécuritaire sur la glace se fait généralement de la mi-novembre à la mi-avril.

## Géographie
Faisant partie du réservoir des lacs Obatogamau, le lac Le Royer comporte une longueur de 7,9 km, une largeur maximale de 3,2 km et une altitude de 365 m.
Le lac Le Royer a une forme plutôt complexe comportant plusieurs baies, presqu’îles et îles. La « Baie des Trois Lacs » est située dans la partie Sud du lac ; une presqu’île s’avançant vers l’Est sur 1,8 km sépare ces trois lacs du lac Le Royer.
Le lac Le Royer s’approvisionne du côté Est par la décharge du lac La Dauversière. La rivière Obatogamau (affluent de la rivière Chibougamau) draine ce vaste plan d’eau. L’embouchure du lac Le Royer est localisée au fond d’une baie barrée par une île qui le sépare du lac Chevrier (rivière Obatogamau). Cette embouchure est située à :
- 22,6 km à l’Est de l’embouchure du lac à l'Eau Jaune ;
- 33,0 km à l’Est de l’embouchure du lac de la Presqu'île (Nord-du-Québec) ;
- 88,8 km à l’Est de l’embouchure de la rivière Obatogamau (confluence avec la rivière Chibougamau) ;
- 119 km au Nord-Est de l’embouchure de la rivière Chibougamau (confluence avec la rivière Opawica) ;
- 35,4 km au Sud du centre-ville de Chibougamau ;
- 42,6 km au Sud-Est du centre du village de Chapais (Québec)[1].

Les principaux bassins versants voisins du lac Le Royer sont :
- côté Nord : lac Chevrier (rivière Obatogamau), lac Merrill, lac aux Dorés (rivière Chibougamau), lac Chibougamau, rivière Chibougamau ;
- côté Est : lac La Dauversière, rivière Boisvert (rivière Normandin), lac Rohault ;
- côté Sud : Lac Nemenjiche, rivière Opawica, rivière Nemenjiche ;
- côté Ouest : lac Verneuil, lac à l'Eau Jaune, lac Muscocho, rivière Irène, rivière Obatogamau.

Le lac Le Royer se déverse du côté Nord par un court détroit dans le Lac Chevrier (rivière Obatogamau).

## Toponymie
Le toponyme "lac Le Royer" a été officialisé le 5 décembre 1968 par la Commission de toponymie du Québec, soit lors de sa création.